# Olympische Sommerspiele 1908/Polo
Bei den IV. Olympischen Spielen 1908 in London fand ein Polo-Turnier statt. Austragungsort war der exklusive Hurlingham Club im Stadtteil Fulham.
Alle drei Mannschaften waren britisch; zwei waren aus London und die dritte war eine irische Auswahl. Im ersten Spiel trafen die beiden Londoner Mannschaften aufeinander. Der Sieger spielte danach im zweiten Spiel gegen die irische Auswahl. Es gab kein Spiel um die Bronzemedaille, weshalb beide Verlierermannschaften die Silbermedaille erhielten.

## Klassement
| Platz | Land | Spieler                                                                                |
| ----- | ---- | -------------------------------------------------------------------------------------- |
| 1     | GBR  | Roehampton Polo Club Herbert Wilson, Charles Miller, George Miller, Patteson Nickalls  |
| 2     | GBR  | Hurlingham Polo Club Walter Jones, Frederick Freake, John Wodehouse, Walter Buckmaster |
| 2     | GBR  | All Ireland Team Percy O’Reilly, Hardress Lloyd, John McCann, Auston Rotheram          |

Datum: 18. bis 21. Juni 1908 

12 Teilnehmer aus 1 Land

## Ergebnisse
| 18. Juni | Roehampton | 3:1 | Hurlingham       |
| 21. Juni | Roehampton | 8:1 | All Ireland Team |